# Grant Ohemeng Kesse
Grant Ohemeng Kesse (* 1926 in Kukurantumi, Biakoye District, Volta Region) ist ein ghanaischer Diplomat im Ruhestand. Von 2006 bis 2010 war er Botschafter Ghanas in Berlin.

## Werdegang
Grant Ohemeng Kesse machte ein Diplom in Logistik, ist Master of Science der Transportplanung (London) und Diplomand des Imperial College. Von 1964 bis 1976 war er stellvertretender Direktor für Stadtplanung. Vom 13. September 2006 bis Juni 2010 war er Botschafter Ghanas in Berlin. Mit Dienstsitz in Berlin war er auch bei den Regierungen in Estland, Lettland, Litauen und Polen akkreditiert.